# Битва на Мардійських полях
Битва на Мардійських полях, також відома як Битва на полі Ардіена або Битва при Мардії — бій між арміями двох римських імператорів: Костянтина Великого та Ліцинія. Стався наприкінці 316 або на початку 317 року у Фракії (поруч з теперішнім містом Харманли, Болгарія). Битва завершилася нерішучою перемогою Костянтина.

## Передумови
Відкрите протистояння між Костянтином і Ліцинієм вибухнуло в 316 році, коли перший вторгся до балканських провінцій Ліцинія. Після нищівної поразки в битві при Цибалах 316 року (за іншими даними, 314) Ліциній втік до Сірмію, а потім на південь, до Адріанополя. Там він зібрав іншу армію під командуванням Валерія Валента, що отримав титул августа та став співправителем Ліцинія. Також Ліциній вдався до переговорів з Костянтином, але останній, невдоволений призначенням Валента і впевнений у своїй перемозі, відхилив мирну пропозицію.

## Битва
Тим часом Костянтин просунувся крізь Балканські гори та заснував свою базу у Філіппах чи Філіпополісі (теперішній Пловдів, Болгарія). Звідти він очолив основну частину свого війська проти Ліцинія. У запеклому бої, що тривав увесь день, обидві сторони завдали одна одній важких поранень. Зрештою Костянтин направив свої сили до тилу Ліцинія, втім, добре дисципліновані війська Ліцинія витримали наступ та належно відступили. Тієї ж ночі Ліциній зібрав свої війська та вирушив на північний захід у напрямку міста Августа-Траяна (теперішня Стара Загора, Болгарія). Отже, хоча Костянтин і здобув перемогу в цій битві, вона виявилася не вирішальною.
За іншими даними, битва сталася за кілька кілометрів на південний захід від Адріанополя (теперішній Едірне в Туреччині), у басейні річки Арда (колишній Гарпесс), що є притокою Мариці.

## Наслідки

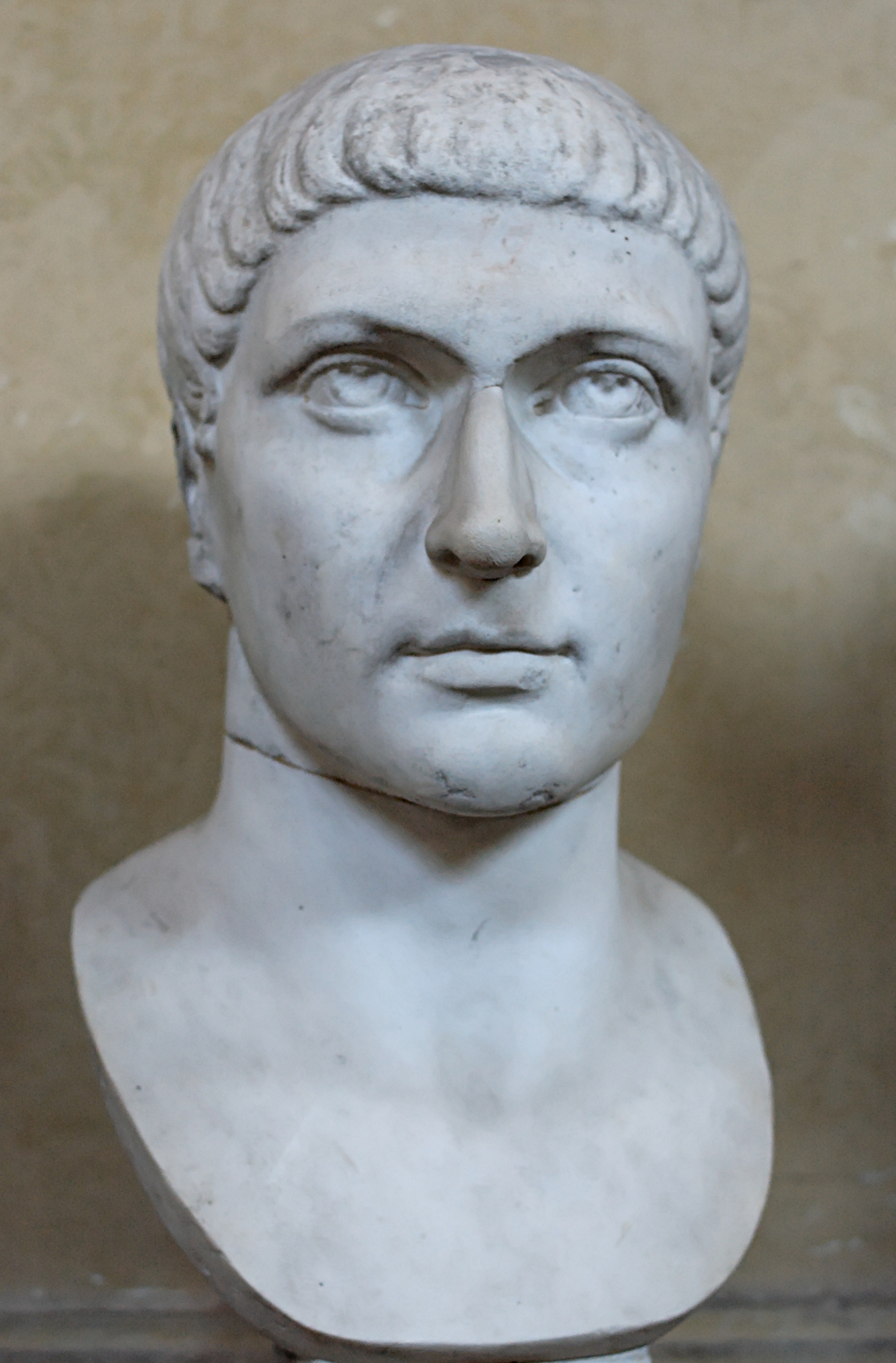
Погруддя Костянтина I у Ватиканських музеях

Костянтин, припустивши, що Ліциній тікає до своєї бази у Візантії, вирушив саме туди. Як наслідок, Ліциній, що направився до іншого місця, отримав контроль над лініями постачання та зв'язку Костянтина. Втім, оскільки Ліциній все ще перебував у нестабільному становищі, він послав якогось Местріана для переговорів з Костянтином. Костянтин затягував переговори, поки не переконався, що результат війни справді був невирішеним. Визначним моментом для Костянтина, ймовірно, стала звістка про захоплення Ліцинієм його скарбниці та людей.
Зрештою обидві сторони уклали мирний договір у місті Сердика (теперішня Софія) 1 березня 317 року (цю дату Костянтин обрав навмисно з нагоди річниця приходу до влади свого батька). За умовами договору, Ліциній визнавав Костянтина старшим правителем, передавав йому всі європейські території за винятком Фракії, а також позбавляв влади та страчував Валента. Костянтин проголосив себе та Ліцинія консулами,  а сини Костянтина, Крисп і Костянтин II, та син Ліцинія, Ліциній II, отримали титули цезарів. Мир, що послідував за цією угодою, тривав близько семи років. 